# Benfica (Angola)
Bemfica és un antic barri del municipi de Samba, al sud de Luanda, i des de 2011 una comuna del municipi de Belas de la província de Luanda.